# Blodwen Peak
Blodwen Peak är en bergstopp i Antarktis. Den ligger i Västantarktis. Argentina, Chile och Storbritannien gör anspråk på området. Toppen på Blodwen Peak är 914 meter över havet, eller 394 meter över den omgivande terrängen. Bredden vid basen är 0,19 km.
Terrängen runt Blodwen Peak är huvudsakligen lite bergig. Trakten är obefolkad. Det finns inga samhällen i närheten. 